# Phyllolithodes papillosus
Phyllolithodes papillosus är en kräftdjursart som beskrevs av Brandt 1848. Phyllolithodes papillosus ingår i släktet Phyllolithodes och familjen trollkrabbor. Inga underarter finns listade i Catalogue of Life.

## Bildgalleri

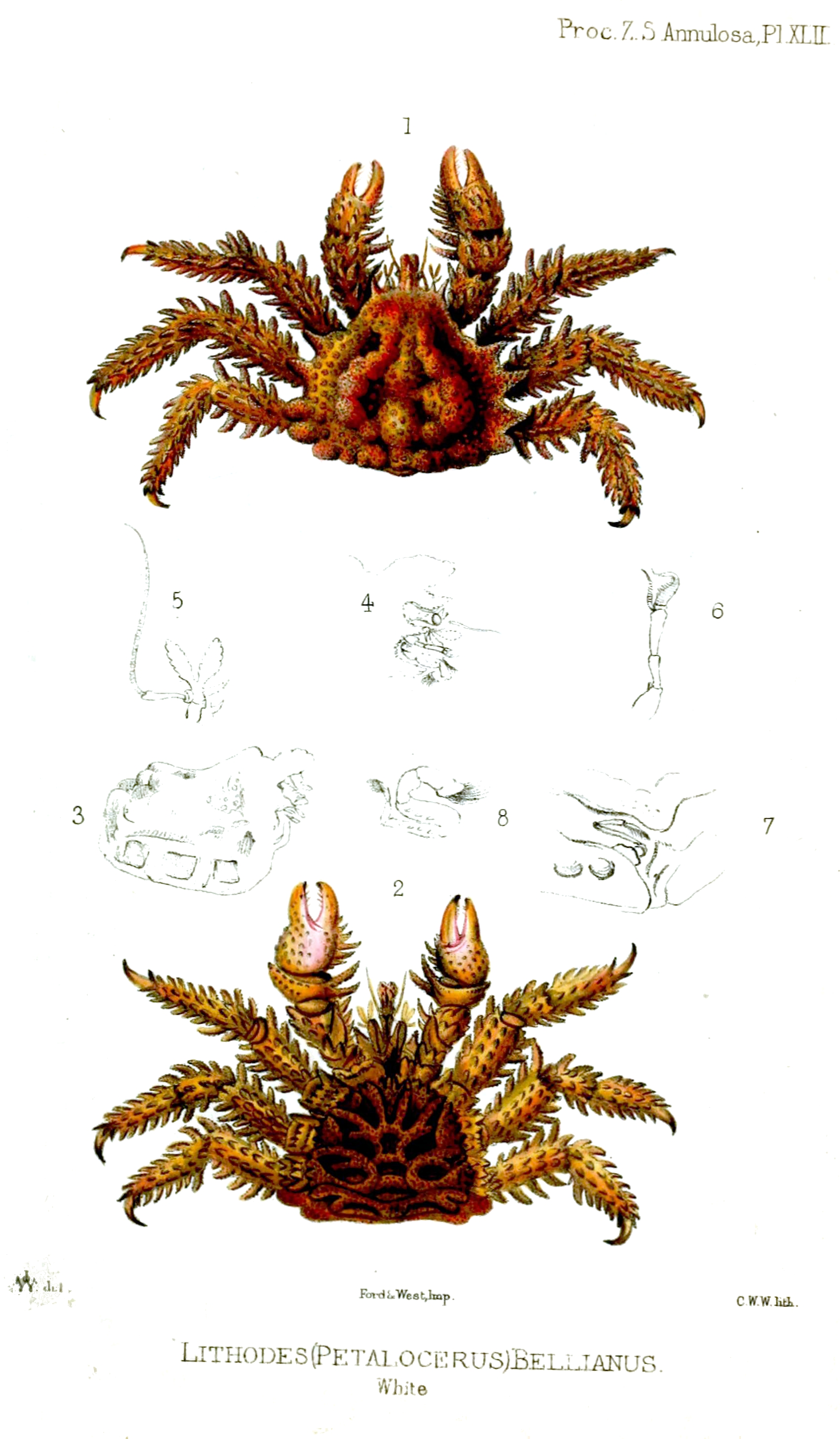